# Fidentem Piumque Animum
 Fidentem Piumque Animum  è un'enciclica di papa Leone XIII, datata 20 settembre 1896, sul Rosario mariano.
« La forma di preghiera, della quale parliamo, fu chiamata col bel nome di rosario, quasi per esprimere, nello stesso tempo, il profumo delle rose e la grazia delle corone. Nome che, mentre è indicatissimo a significare una devozione, volta a onorare colei che, giustamente è salutata "mistica rosa" del paradiso, e cinta di una corona di stelle, è venerata come Regina dell'universo, sembra anche simboleggiare l'augurio delle gioie e delle ghirlande, che Maria offre ai suoi fedeli ».